# デボラ・ハークネス
デボラ・ハークネス（Deborah Harkness、1965年 - ）は、アメリカ合衆国の研究者、小説家。代表作は『魔女の目覚め』に始まる"All Souls" 三部作。

## 経歴
1965年、ペンシルベニア州フィラデルフィアに、アメリカ生まれの父とイギリス生まれの母との間に生まれ、同地で育つ。1986年にマウント・ホリヨーク大学を卒業（学士）、1990年にノースウェスタン大学を卒業（修士）、1994年にカリフォルニア大学デービス校を卒業（博士）。オックスフォード大学に留学していたこともある。科学史・医学史分野においては著名な研究者であるのみならず、錬金術や奇術やオカルトについても学んでいる。
南カリフォルニア大学の現役の史学の教授であり、ヨーロッパ史と科学史を教えている。1999年に"John Dee's Conversations with Angels: Cabala, Alchemy and the End of Nature"を、2007年に"The Jewel House: Elizabethan London and the Scientific Revolution" という歴史ノンフィクションを2冊上梓している。
2011年、フィクションの処女作『魔女の目覚め』（原題：A Discovery of Witches" ）を上梓。"All Souls" 三部作の第1作に当たり、魔女の家系に生まれた女性がオックスフォード大学のボドリアン図書館で1冊の古い写本で人間たちに紛れて暮らす不思議な生き物や他の魔女、1500歳のフランスのヴァンパイアを呼び出してしまう物語である。『ニューヨーク・タイムズ』のベストセラー・リスト（ハードカバー部門）で初登場第2位を獲得し、34か国以上で発売された。テキサス州の日刊紙『サン・アントニオ・エクスプレス・ニュース』は本作を大人向けの洗練されたおとぎ話と評した。
翌2012年に上梓したシリーズ第2作『魔女の契り』（原題：Shadow of Night ）は、『ニューヨーク・タイムズ』のベストセラー・リストで第1位の座に輝いた。シリーズ第3作『魔女の血族』（原題：The Book of Life ）は、2014年1月15日にアメリカ、イギリス、カナダ、アイルランドで、ハードカバー・電子書籍・オーディオブックの形態で刊行された。直前の1月9日に表紙と本文2ページが『USAトゥデイ』で公開され、同年5月12日には、ハークネスの公式サイトで第1章が公開された。
ワインについても造詣が深く、ブログ"Good Wine Under $20" （20ドル以下の美味しいワイン）は賞を受賞した。
現在は、勤務先のある南カリフォルニアに住んでいる。

## 作品リスト
小説
| # | 邦題         | 原題                   | 刊行年 | 刊行年月  | 訳者     | 出版社             |
| - | ------------ | ---------------------- | ------ | --------- | -------- | ------------------ |
| 1 | 魔女の目覚め | A Discovery of Witches | 2011年 | 2011年7月 | 中西和美 | ヴィレッジブックス |
| 2 | 魔女の契り   | Shadow of Night        | 2012年 | 2013年3月 | 中西和美 | ヴィレッジブックス |
| 3 | 魔女の血族   | The Book of Life       | 2014年 | 2015年4月 | 中西和美 | ヴィレッジブックス |
| 4 | 緋色の夜明け | Time's Convert         | 2019年 | 2019年8月 | 中西和美 | ヴィレッジブックス |

その他
- John Dee's Conversations with Angels: Cabala, Alchemy, and the End of Nature （1999年、ケンブリッジ大学出版局）
- The Jewel House: Elizabethan London and the Scientific Revolution （2007年、エール大学出版局）